# Cryptocellus striatipes
Espèce
Cryptocellus striatipes est une espèce de ricinules de la famille des Ricinoididae.

## Distribution
Cette espèce est endémique du Costa Rica. Elle se rencontre vers Colombiana.

## Description
Le mâle holotype mesure 6,00 mm.
La femelle décrite par Platnick et Shadab en 1981 mesure 4,68 mm.

## Publication originale
- Cooke & Shadab, 1973 : New and little known Ricinuleids of the genus Cryptocellus (Arachnida, Ricinulei). American Museum Novitates, no 2530, p. 1-25 (texte intégral).